# 木俣清史
木俣 清史（きまた きよし、1910年（明治43年）10月20日‐1997年（平成9年）2月2日、 O型）は、大正から平成にかけての日本画、挿絵画家。
愛知県生まれ。歴史小説を主に広い範囲に挿絵を提供した。東京都中野区の自宅にて昭和の作品の殆どを手がけている。作品は主に昭和の新聞に連載された時代小説の挿絵など。作風は浮世絵の系譜に連なる伝統的なもの。兄は錦絵画家。

## 人物
小田富弥の門人。1928年に小田富弥に入門、茂弥と号す。1930年頃にデビューした。1935年の正月前後に結婚、東京に出て「国民新聞」に連載を始め、同門の中一弥と切磋琢磨していった。戦中も制作を続け、後年は年少者向けの伝記火の鳥文庫などに、歴史を知ってもらいたいとの志より寄稿。所属作家連盟でのチャリティに数多く小品を出展。日本テレビ昼帯番組内の「今日は何の日」などにも請われ数年作品を提供。それにより、全国の旧来の年配ファンや年少の子どもたちからも手紙を受け取り、妻と共に熱心に期待に応える小さな活動を続けた。
親交のあった画家・作家も広く、やり取りのあった名前には手塚治虫の名もある。手塚に関しては初期から大きな評価をしていた。
名前を遺すことに拘らず、子どもたちの将来に繋がることを好み、若い頃より晩年まで唱歌集などの小さなものでも子ども向けのものは多く積極的に無償に近いものも手がけている。

## 作品
- 『源頼朝 鎌倉の武将たち』 左近義親著、木俣清史画  少年少女講談社文庫、1979年
- 『少年太閤記』上下巻 吉川栄治著、木俣清史画、久住和代装丁  青い鳥文庫（講談社）、1989年